# Zervi
Zervi (griechisch Ζέρβη [ˈzɛrvi] (f. sg.), südslaw. Servi Серви, Zervi Зерви oder Žervi Жерви) ist ein kleines Dorf mit 303 Einwohnern (2011). Es ist Teil der Ortsgemeinschaft Panagitsa im Gemeindebezirk Vegoritida der Gemeinde Edessa in der griechischen Region Zentralmakedonien, etwa 20 Kilometer westlich der Stadt Edessa, auf 665 Metern über dem Meeresspiegel. Etwa sieben Kilometer in südlicher Richtung liegt der Vegoritida-See, etwa sieben Kilometer in nördlicher Richtung die Staatsgrenze zur Republik Mazedonien. Der nächste größere Grenzübergang liegt etwa 30 Kilometer östlich in Richtung der mazedonischen Stadt Bitola, die etwa 50 Kilometer nordöstlich von Zervi liegt.